# Alvis 12/70
Der Alvis 12/70 war ein PKW, den Alvis von 1937 bis 1940 als Nachfolger des Modells Firebird fertigte.

## Modellgeschichte
Der Wagen hatte den Vierzylinder-Reihenmotor des Vorgängermodells mit hängenden Ventilen und 1842 cm³ Hubraum. Im 12/70 leistete dieser aber 62,5 bhp (46 kW). Das separate Fahrgestell konnte mit verschiedenen Aufbauten versehen werden, z. B. einer viertürigen Limousine, einem zweitürigen Cabriolet oder einem Roadster. Die Karosserien stammten überwiegend von Mulliners aus Birmingham und dem langjährigen Alvis-Zulieferer Cross & Ellis. Auch eine offene viersitzige Tourenwagenkarosserie war weiterhin lieferbar, obwohl sie zu dieser Zeit bereits weitgehend als überholt angesehen wurde. Nachdem Cross & Ellis zahlungsunfähig geworden und aufgelöst worden war, übernahm ab 1938 das auf Toureraufbauten spezialisierte Karosseriebauunternehmen Whittingham & Mitchel aus dem Londoner Stadtteil Fulham diese Aufgabe.
Die Starrachsen vorn und hinten waren an halbelliptischen Blattfedern aufgehängt. Die Höchstgeschwindigkeit betrug je nach Aufbau ca. 127 km/h. Der 12/70 besaß ein kürzeres Chassis als seine Vorläufer. In Verbindung mit dem leistungsstärkeren Motor ergaben sich eine sportlichere Charakteristik und zugleich ein größerer Abstand zu dem im Jahr zuvor eingeführten Sechszylindermodell Silver Crest TF. Der 12/70 setzte damit indirekt auch die Tradition des 1933 eingestellten Vierzylinder-Sportmodells 12/60 fort.
1940 wurde der Typ 12/70 kriegsbedingt eingestellt. 1945 erschien der Nachfolger Alvis TA 14, der weitgehend identisch mit dem 12/70 war.

## Galerie

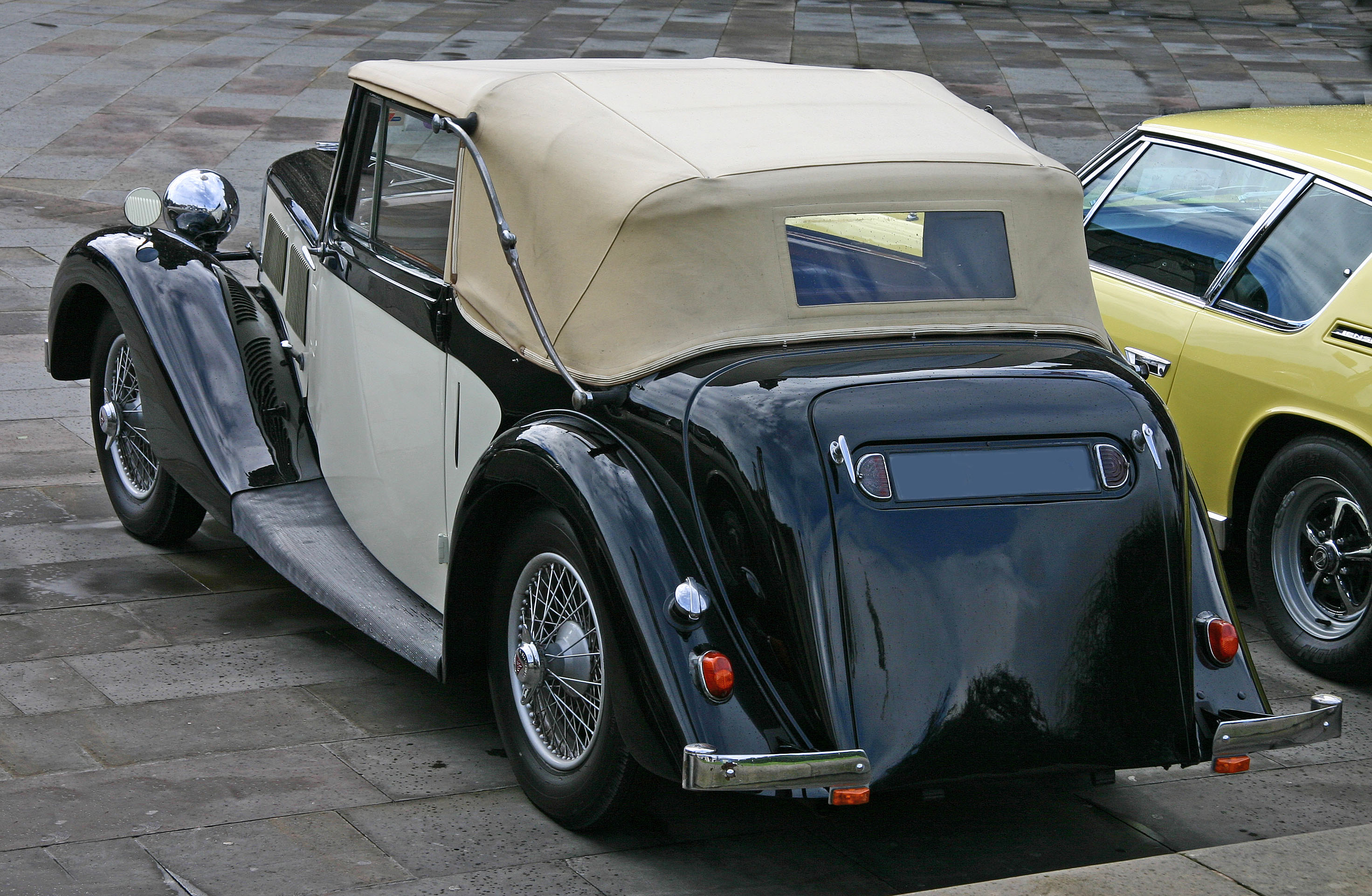
Drophead Coupé
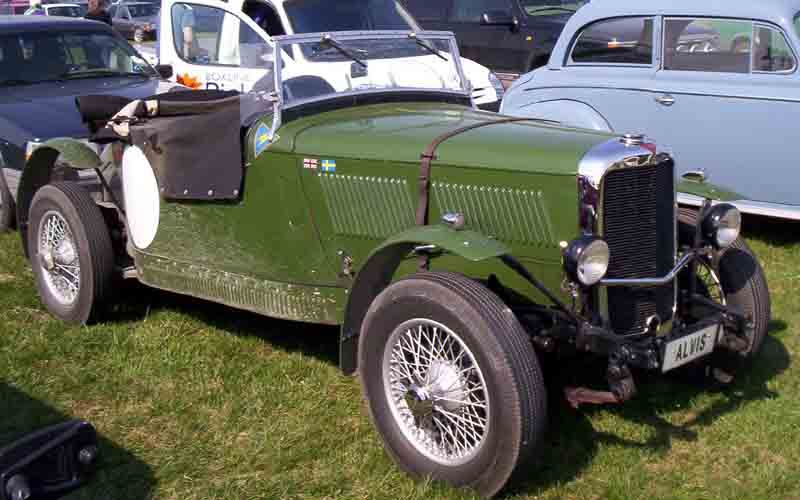
12/70 Special Roadster (1938)
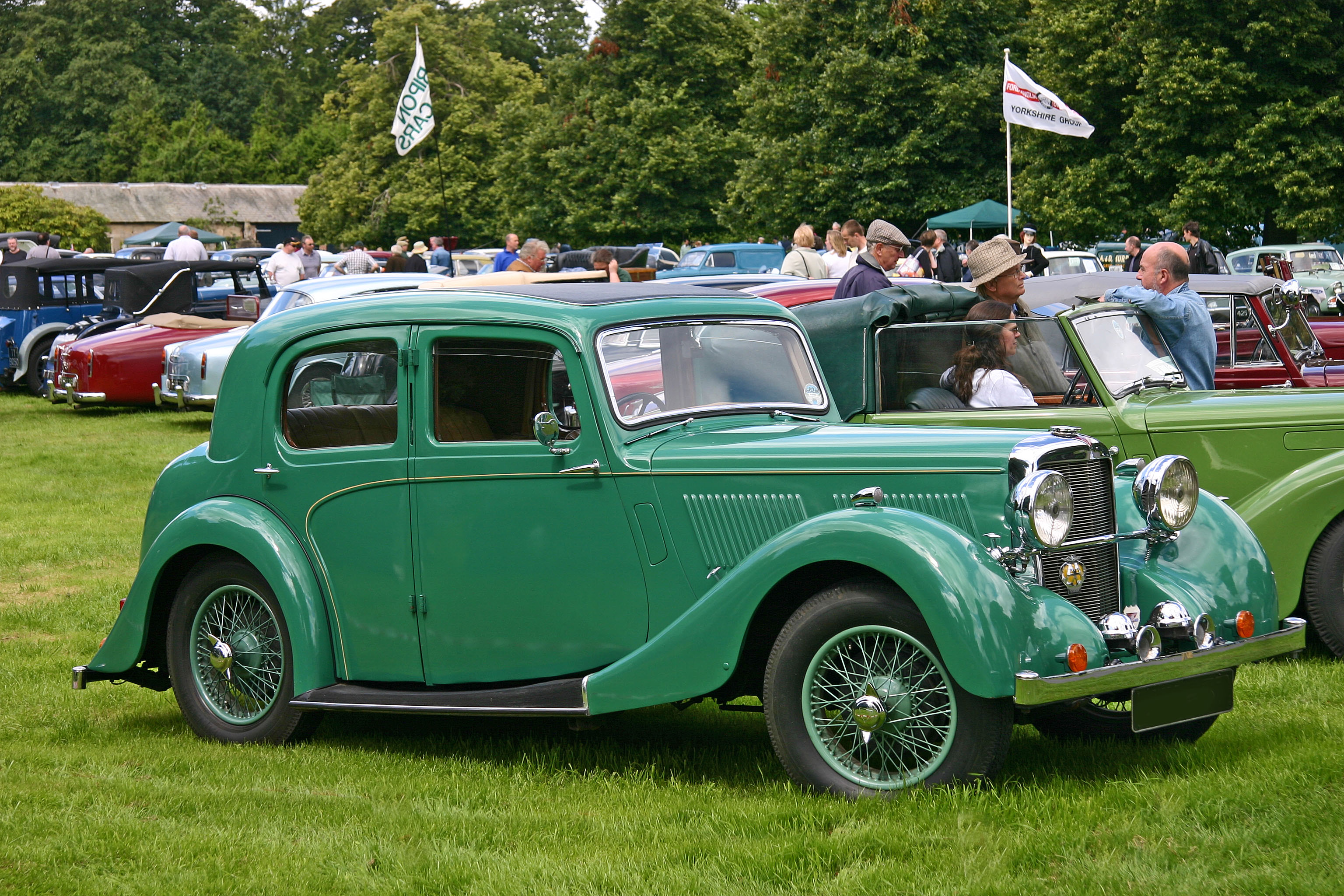
12/70 Limousine (1939)
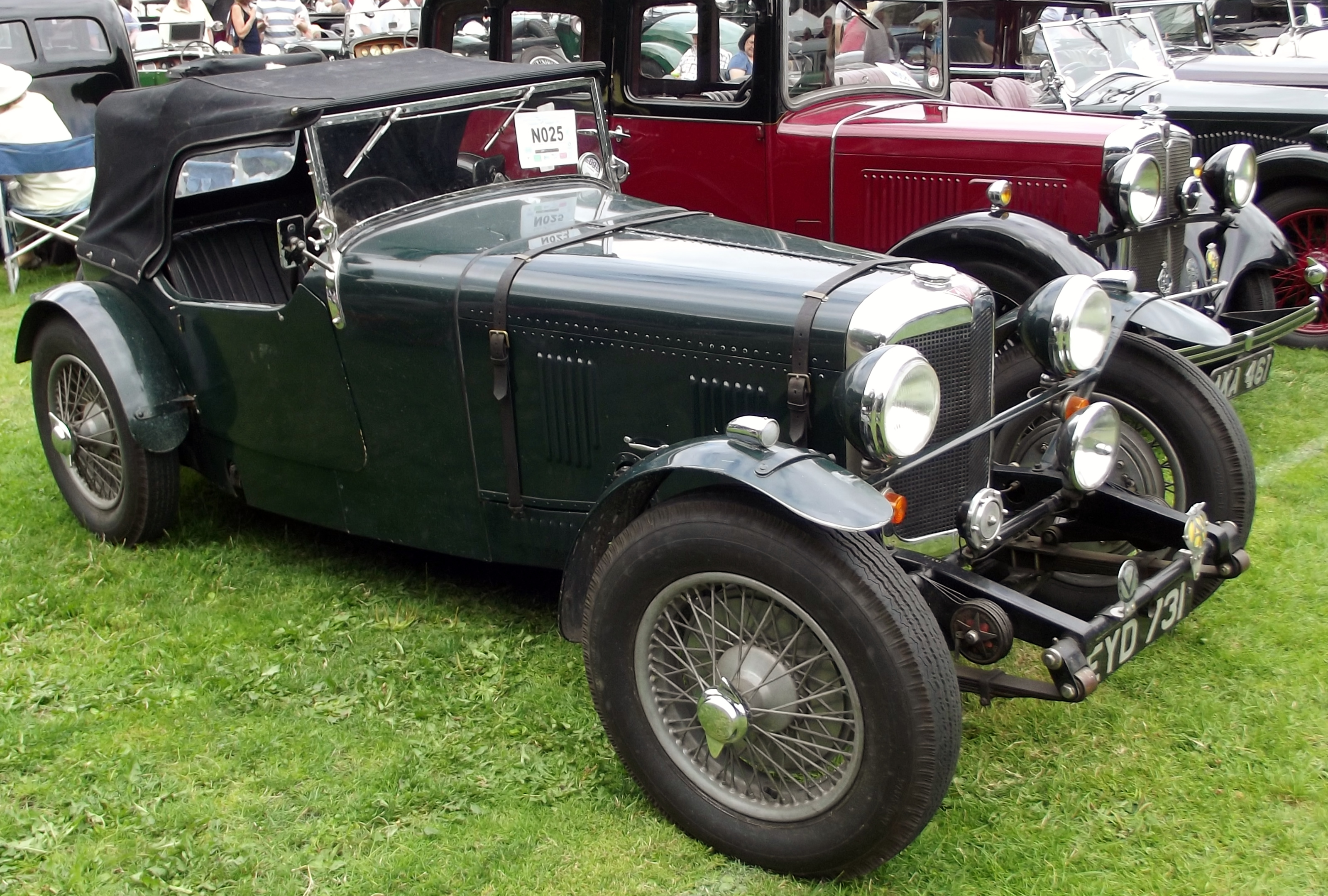
12/70 Roadster (1940)